# Ned Bellamy
Ned Bellamy (Dayton, 7 maggio 1957) è un attore statunitense.

## Filmografia parziale

### Attore

#### Cinema
- La notte prima (The Night Before), regia di Thom E. Eberhardt (1988)
- Wired, regia di Paul Forrest (1989)
- Gunsmoke: The Last Apache, regia di Charles Correll (1990)
- Fatal Charm, regia di Fritz Kiersch (1990)
- House IV, regia di Lewis Abernathy (1992)
- I nuovi eroi (Universal Soldier), regia di Roland Emmerich (1992)
- Bob Roberts, regia di Tim Robbins (1992)
- Un pezzo da 20 (Twenty Bucks), regia di Keva Rosenfeld (1993)
- Carnosaur - La distruzione (Carnosaur), regia di Adam Simon, Darren Moloney (1993)
- Floundering, regia di Peter McCarthy (1994)
- A Pig's Tale, regia di Paul Tassie (1994)
- Le ali della libertà (The Shawshank Redemption), regia di Frank Darabont (1994)
- Ed Wood, regia di Tim Burton (1994)
- Cobb, regia di Ron Shelton (1994)
- Operazione Gatto (That Darn Cat), regia di Bob Spiers (1997)
- Con Air, regia di Simon West (1997)
- Professione killer (Angel's Dance), regia di David L. Corley (1999)
- Il prezzo della libertà (Cradle Will Rock), regia di Tim Burton (1999)
- Mystery Men, regia di Kinka Usher (1999)
- Essere John Malkovich (Being John Malkovich), regia di Spike Jonze (1999)
- Bats, regia di Louis Morneau (1999)
- Takedown (Track Down), regia di Joe Chappelle (2000)
- Charlie's Angels, regia di McG (2000)
- Troppo pazze... poco serie (Desperate But Not Serious), regia di Bill Fishman (2000)
- S.Y.N.A.P.S.E. - Pericolo in rete (Antitrust), regia Peter Howitt (2001)
- La giuria (Runaway Jury), regia di Gary Fleder (2003)
- Saw - L'enigmista (Saw), regia di James Wan (2004)
- FBI: Protezione testimoni 2 (The Whole Ten Yards), regia di Howard Deutch (2004)
- Lords of Dogtown, regia di Catherine Hardwicke (2005)
- The Ice Harvest, regia di Harold Ramis (2005)
- Two Tickets to Paradise, regia di D.B. Sweeney (2006)
- The Contract, regia di Bruce Beresford (2006)
- One Way, regia di Reto Salimbeni (2006)
- Tenacious D e il destino del rock (Tenacious D in The Pick of Destiny), regia di Liam Lynch (2006)
- Skills Like This, regia di Monty Miranda (2007)
- Wind Chill - Ghiaccio rosso sangue (Wind Chill), regia di Gregory Jacobs (2007)
- War, Inc., regia di Joshua Seftel (2008)
- Twilight, regia di Catherine Hardwicke (2008)
- Small Apartments, regia di Jonas Åkerlund (2012)
- Crazy Eyes, regia di Adam Sherman (2012)
- The Paperboy, regia di Lee Daniels (2012)
- The Possession, regia di Ole Bornedal (2012)
- Django Unchained, regia di Quentin Tarantino (2012)
- Watercolor Postcards, regia di Rajeev Dassani (2013)
- Mai lontano da qui (Wish You Well), regia di Darnell Martin (2013)
- Dragon Blade - La battaglia degli imperi (Tian jiang xiong shi), regia di Daniel Lee (2015)
- Blonde, regia di Andrew Dominik (2022)
- Father Stu, regia di Rosalind Ross (2022)

#### Televisione
- Una famiglia americana (The Waltons) - serie TV, 1 episodio (1979)
- Ralph supermaxieroe (The Greatest American Hero) - serie TV, 1 episodio (1982)
- M*A*S*H - serie TV, 1 episodio (1982)
- La Fenice (The Phoenix) - serie TV, 1 episodio (1982)
- I ragazzi di padre Murphy (Father Brown) - serie TV, 1 episodio (1982)
- I Want to Live - Film TV (1983)
- T.J. Hooker - serie TV, 1 episodio (1983)
- Hazzard (The Dukes of Hazzard) - serie TV, 1 episodio (1984)
- Il mio amico Arnold (Diff'rent Strokes) - serie TV, 1 episodio (1985)
- Mai dire sì (Remington Steele) - serie TV, 1 episodio (1986)
- Ai confini della realtà (The Twilight Zone) – serie TV, episodio 2x07 (1986)
- Starman - serie TV, 1 episodio (1987)
- Nutcracker: Money, Madness & Murder - miniserie TV (1987)
- 21 Jump Street - serie TV, 1 episodio (1987)
- Desperate - film TV (1987)
- MacGyver - serie TV, 2 episodi (1986-1988)
- Tanner '88 - serie TV, 1 episodio (1988)
- California - serie TV, 2 episodi (1988)
- Hooperman - serie TV, 1 episodio (1989)
- Deadly Desire - film TV (1991)
- Matlock - serie TV, 2 episodi (1989-1991)
- Runaway Father - film TV (1991)
- Writer's Block - film TV (1991)
- FBI: The Untold Stories - serie TV, 1 episodio (1992)
- In the Deep Woods - film TV (1992)
- Unsolved Mysteries - serie TV, 1 episodio (1992)
- La signora in giallo (Murder, She Wrote) - serie TV, episodio 9x21 (1993)
- Wild Palms - miniserie TV, 1 episodio (1993)
- La famiglia Brock (Picket Fences) - serie TV, 1 episodio (1995)
- Seinfeld - serie TV, 1 episodio (1996)
- The Larry Sanders Show - serie TV, 1 episodio (1996)
- Crescere, che fatica! (Boy Meets World) - serie TV, 1 episodio (1996)
- The Player - film TV (1997)
- Il prezzo della giustizia (The Jack Bull), regia di John Badham - film TV (1999)
- Squadra Med - Il coraggio delle donne (Strong Medicine) - serie TV, 1 episodio (2001)
- Dead Last - serie TV, 1 episodio (2001)
- Queens Supreme - serie TV, 1 episodio (2003)
- CSI: Miami - serie TV, 1 episodio (2004)
- Unscripted - serie TV, 2 episodi (2005)
- The Closer - serie TV, 1 episodio (2005)
- E.R. - Medici in prima linea (ER) - serie TV, 2 episodi (2006)
- Boston Legal - serie TV, 1 episodio (2006)
- Law & Order - Unità vittime speciali (Law & Order - Special Victims Unit) - serie TV, 2 episodi (2004-2007)
- Scrubs - Medici ai primi ferri (Scrubs) - serie TV, 2 episodi (2004-2007)
- Jericho - serie TV, 2 episodi (2007)
- The Unit - serie TV, 3 episodi (2006-2007)
- Brothers & Sisters - Segreti di famiglia (Brothers & Sisters) - serie TV, 1 episodio (2007)
- Terminator: The Sarah Connor Chronicles - serie TV, 3 episodi (2008-2009)
- 24 - serie TV, 1 episodio (2009)
- Castle - serie TV, episodio 3x14 (2011)
- Justified - serie TV, 3 episodi (2013)
- Under the Dome - serie TV, 4 episodi (2013)
- Treme - serie TV, 5 episodi (2011-2013)
- Criminal Minds - serie TV, 1 episodio (2014)
- Resurrection - serie TV, 3 episodi (2014)
- Untitled Wall Street Project - film TV (2014)
- Made for Love - serie TV, 2 episodi (2022)

#### Doppiatore
- Scemo & più scemo - serie TV, 1 episodio (1995)
- Word Girl - serie TV, 3 episodi (2008-2011)

## Doppiatori italiani
Nelle versioni in italiano delle opere in cui ha recitato, Ned Bellamy è stato doppiato da:
- Pasquale Anselmo in The Ice Harvest, Under the Dome, Family Switch
- Fabrizio Russotto in 24, Castle, Mai lontano da qui
- Antonio Sanna in Carnosaur - La distruzione
- Oliviero Dinelli in La signora in giallo
- Mario Bombardieri in Ed Wood
- Oreste Rizzini in Essere John Malkovich
- Nicola Braile in Scrubs - Medici ai primi ferri
- Saverio Indrio in CSI: Miami
- Luca Biagini ne La giuria
- Maurizio Reti in E.R. - Medici in prima linea
- Ambrogio Colombo in Law & Order - Unità vittime speciali
- Achille D'Aniello in The Closer
- Stefano De Sando in War, Inc.
- Sandro Iovino in Twilight
- Sergio Lucchetti in The Paperboy
- Luca Dal Fabbro in Justified
- Angelo Nicotra in Criminal Minds
- Antonio Palumbo in Chicago P.D.
- Stefano Alessandroni in Blonde
- Roberto Fidecaro in Father Stu
- Massimo De Ambrosis in S.Y.N.A.P.S.E. - Pericolo in rete (ridoppiaggio)